# اینس‌فیری (برند)
اینس فیری یکی از برندهای لوازم آرایشی و مراقبتی کره جنوبی است که از زیرمجموعه‌های آمور پاسیفیک محسوب و در سال ۲۰۰۰ تأسیس شده‌است.
آمور پآسیفیک یکی از شرکت‌های مراقبت‌های شخصی کره است و محصولاتش را با برندهای مختلفی چون اینس فیری، هپی بث، اتود هوس، لانیژ و پرایما. مامونده، ریو، لوپ، لولیتا لمپیکا، و غیره ارائه می‌کند. پاسیفیک در سال ۲۰۱۲ در فهرست ۲۰ شرکت بزرگ لوازم آرایشی جهان، رتبه ۱۴ را به خود اختصاص داد.

## پیشینه و اعتبار
نام برند اینس فیری از شعر (دریاچهٔ جزیره اینس فیری)ویلیام بالتر یتس گرفته شده‌است. این برند یکی از معدود برندهای کره ای است که به گواهی سازمان اکوسرت از مواد ارگانیک استفاده می‌کند.
سازمان اکوسرت که یکی از اولین مراجع صدور گواهی نامه برای توسعه استانداردهای مواد آرایشی بهداشتی و عطر و ادوکلن طبیعی و ارگانیک بوده‌است در سال ۲۰۰۳ به صورت اختصاصی به جمع آوری و تنظیم کارهای مربوط به ذینفعان این زنجیره پرداخت از جمله، تأمین کنندگان عطر و ادوکلن و لوازم آرایشی، توزیع کنندگان، مصرف‌کنندگان عطر و در نهایت سازمان‌های توسعه دهنده

### نمایندگی‌ها
اینس فیری در کشورهای کره جنوبی، چین، ژاپن، تایوان، مالزی، سنگاپور، هند و آمریکا و… نمایندگی رسمی دارد.

### مدل‌های تبلیغاتی
- یونآ
- هان چائه‌‎یونگ
- کیم تائه‌هی
- نام سانگ‌‌می
- سونگ هه‌کیو
- لی مین‌هو

در ۲۰۱۶ نیز یکی از ستارگان بالیوود، بیپاشا باسو به چهرهٔ اینس فیری در هند تبدیل شد.

## نگارخانه

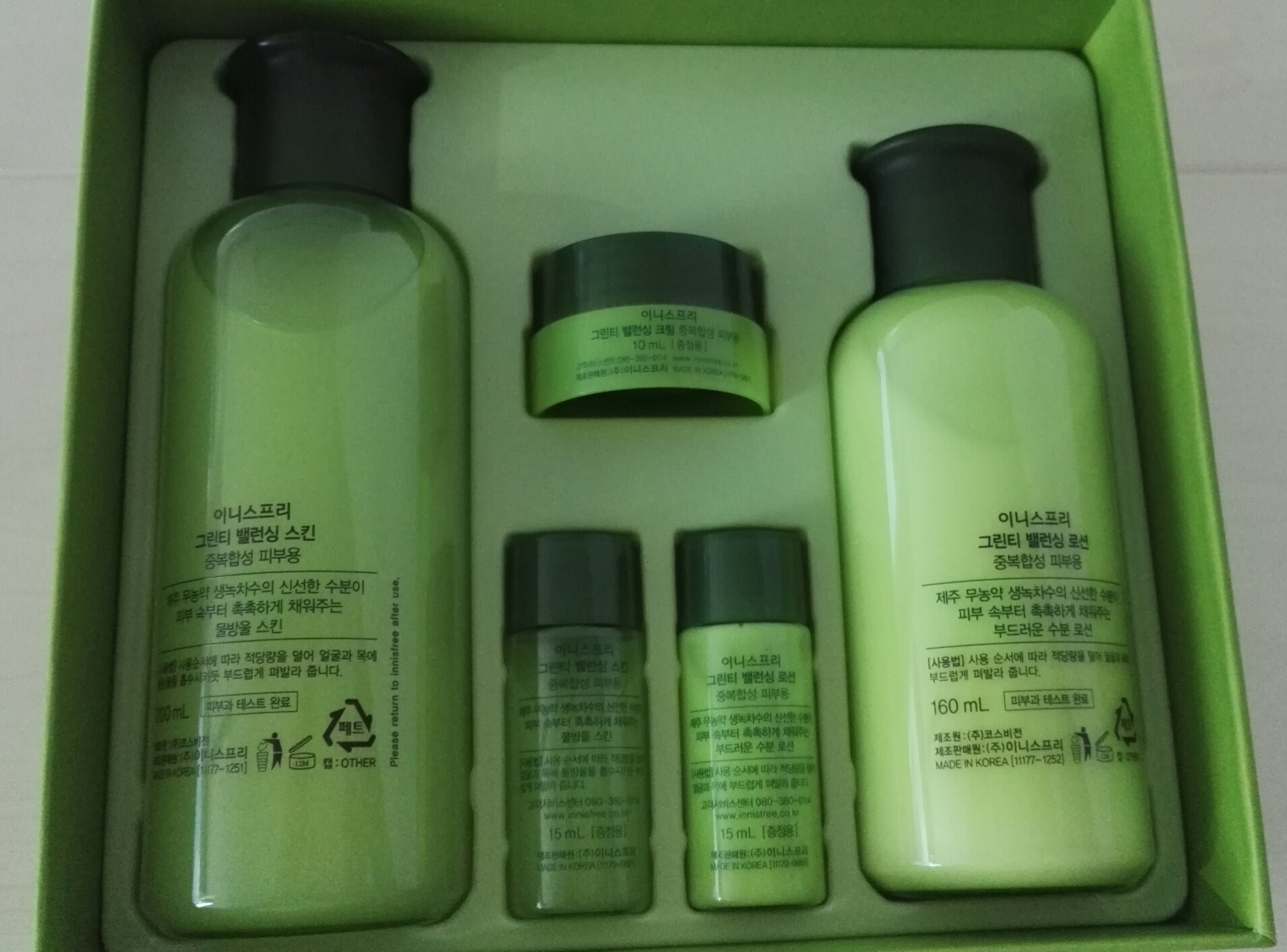